# Metzgeria orientalis
Metzgeria orientalis là một loài Rêu trong họ Metzgeriaceae. Loài này được (Kuwah.) Kuwah. mô tả khoa học đầu tiên năm 1978.